# Koraput
Koraput est une ville indienne située dans le district de Koraput, dans l'État de l'Odisha. En 2011, sa population était de 47 468 habitants.
En géologie, Koraput est connue pour son complexe alcalin, qui appartient à la ceinture de granulites des Ghats orientaux.